# Softcombat
El softcombat es un juego en el que dos o más combatientes se enfrentan entre sí utilizando armas acolchadas que simulan armas blancas, contundentes o arrojadizas de distintas épocas. El objetivo de cada combatiente es infligir a sus oponentes un número de impactos suficientes para ganar el combate. Este deporte se originó inicialmente en los juegos de rol en vivo, en los que los combatientes luchan utilizando armas acolchadas de gomaespuma (u otros materiales blandos) con el objetivo de impactar a su oponente las veces necesarias para eliminarle. Por esta razón las armas utilizadas en softcombat representan armas de la Antigüedad, Edad Media y Edad Moderna.
Este deporte cuenta con variedad de modos y reglas dependiendo la región y país en la que se practique.

## Historia
En Europa el término softcombat comenzó a utilizarse en los 70, para referirse a las prácticas de aprendizaje de combate medieval o esgrima, al que se referían como combate suave (soft combat) y a las réplicas como padded sword (armas acolchadas). Estas primeras armas acolchadas llevaban recubrimientos de algodón y cuero. 
En la misma década en Estados Unidos surgió la asociación Dagorhir, quienes en 1977 realizaron un proto evento de rol en vivo (Larp) en el que se utilizaban armas acolchadas para recrear y resolver los combates. Los simuladores utilizados en eventos como Dagorhir se denominan boffer, y el combate con ellos era una práctica inherente a la práctica del Larp. En el mundo anglosajón, se han utilizado varias denominaciones para este tipo de actividades: boffer fighting, boffer war gaming, padded weapon fighting, y actualmente en un contexto comercial padded weapon sport sword para referirse a los boffers.
El término softcombat se popularizó a finales de los 90, principios de 2000 en los eventos de rol en vivo (Larp) españoles. A principios de la década del 2000 comenzaron a organizarse los primeros eventos de softcombat, manteniendo aún cierta relación con el Larp (caracterización, habilidades...) pero centrándose en el combate con réplicas acolchadas como eje de los eventos. Durante este tiempo el desarrollo se centró en las ciudades de Madrid y Barcelona (y su entorno).
En 2006 se disputó en Vizcaya el primer torneo de softcombat con un proto reglamento deportivo. En 2008 se registró y publicó el primer reglamento de softcombat deportivo, denominado así porque estaba desvinculado del softcombat empleado en Larp y no estaba relacionado con las artes marciales que usan réplicas.
Este reglamento se extendió gracias a internet, y diversas comunidades comenzaron a aplicarlo o lo modificaron para que se adaptara a sus gustos y prácticas. La licencia libre del reglamento permitió que se extendiera también por diferentes países de Latinoamérica, teniendo diferentes desarrollos en cada país. A pesar de estas diferencias, ha habido distintas iniciativas para acercar normativas y tratar de conseguir un reglamento internacional común, aunque de momento fue acogido por la Federación Española de Softcombat. 
El primer intento fue en 2016 con la participación de jugadores de Colombia, México, Argentina, Chile, Perú y Uruguay, pero como no había ningún grupo con reconocimiento oficial de sus países España decidió no participar, por tener otras prioridades. El resto de países participantes decidieron seguir con la promoción de este deporte en sus territorios, unos con más éxito que otros, destacando en Colombia la comunidad Speculum y el instructor David Gómez de la comunidad mil Espadas y sus múltiples videos educativos.
Segundo intento de reglamento Internacional con el único objetivo de tener un reglamento unificado para usar en el caso de un torneo internacional, la Asociación Mexicana de MSF y SoftCombat A.C. buscó a los representantes de las organizaciones que practicaban softcombat en el 2020, encontrando jugadores de Perú, Argentina, Bolivia, Uruguay y Colombia. La temática era que cada jugador invitado debía de buscar a los dirigentes de los grupos de cada país y estos elegir a dos delegados que se encargarían de tomar las decisiones acerca del reglamento internacional. España también fue invitada y para el 28 de junio de 2020, siendo partícipes de este reglamento hasta marzo de 2021. Hasta el día de hoy todavía no se termina la revisión del reglamento Internacional, sin tener ningún tipo de oficialidad.
En 2023 el softcombat cada vez tiene un peso mayor y fluye a pasos gigantes en cada zona que se practica. En América, desde la Patagonia argentina, con la agrupación Orden del Valle, hasta EEUU con la Asociación Dagorhir.
Aun sin poseer un reglamento internacional “oficial” todas las agrupaciones hacen hincapié en reglas en común: la honestidad y camaradería; las armas deben pasar un test de seguridad y fiabilidad, con el fin de proteger la integridad física de quien pelee; no se permiten golpes a cabeza, cuello y genitales;  entre otras.
Softcombat se convirtió en un hogar para las personas donde se fomenta la sociabilidad como base, sin importar el país, región, idioma, sexos, géneros, edad, etc. Todo el mundo es bienvenido a ser parte de la comunidad.

## Modalidades
Aunque en 2015 se entendía que el softcombat se podía dividir en los siguientes tipos: clásico, interpretativo, fullcontact y deportivo. En los últimos años se han producido cambios en la forma de entender esta actividad y podemos hablar de distintos tipos de softcombat en función de su finalidad y objetivos, y serían los siguientes:

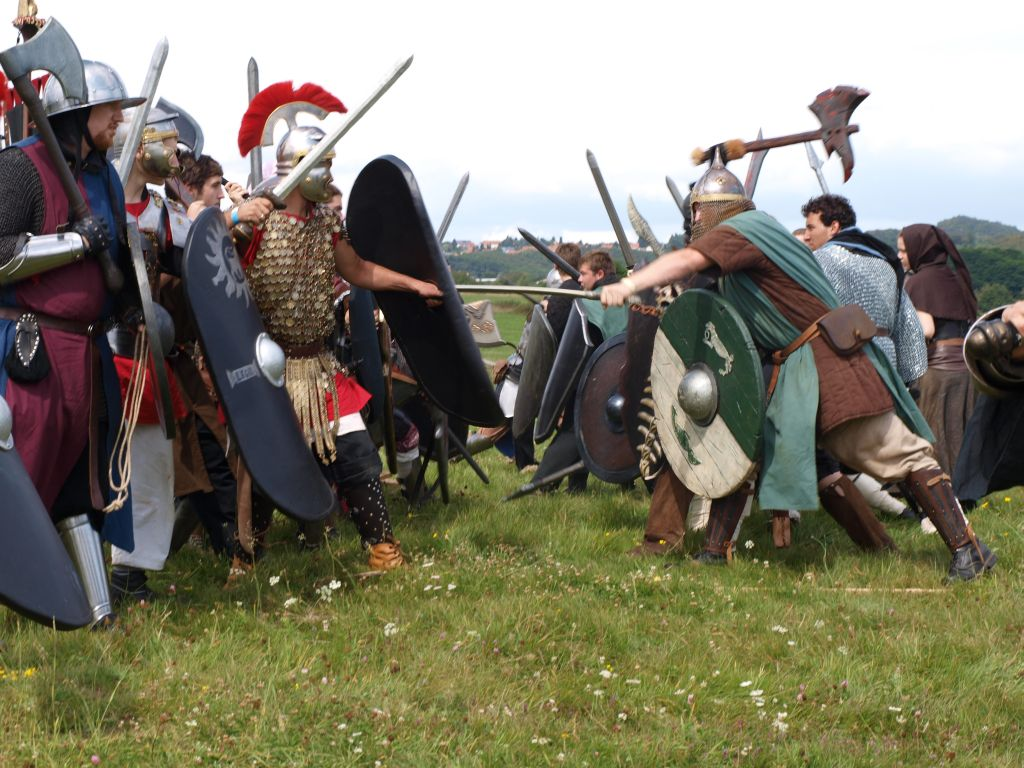
Batalla de softcombat en el rol en vivo Epic Empires

### Softcombat en Larp
Se trata del softcombat utilizado en los eventos de rol en vivo. Aglutina los anteriormente definidos como clásico e interpretativo. Esta es la modalidad más extendida y la más similar al softcombat original. Es el tipo de softcombat que se utiliza en la mayoría de los roles en vivo (Larp) como instrumento para la resolución de combates.
Aunque es el más extendido, no hay criterios estandarizados en lo referente a seguridad, medidas de los equipos, reglas de combate y demás, ya que mayoritariamente dependen de la ambientación del rol en vivo y de las reglas que hayan diseñado los organizadores de cada evento. Algunos de los elementos que puede incluir este tipo de softcombat son: puntos de vida, habilidades de clase, caracterización del personaje, interpretación pura, simulación de las heridas, agotamiento o peso de la armas, entre otras. Los dos métodos más habituales para determinar el vencedor en un combate son los sistemas por puntos o los sistemas por honor (el combatiente decide si muere o no).
Existen multitud de eventos y asociaciones que practican este tipo de softcombat por todo el mundo (ver Larp).

### Softcombat deportivo
Este concepto se define por primera vez en España en 2008, tal como se menciona en el reglamento del torneo Filo de Jade de dicho año, y es una de las modalidades más recientes. Se ha expandido notablemente en los últimos años por muchas partes del mundo. Está enfocado hacia la competición deportiva mediante un reglamento desvinculado del rol en vivo, que busca un estilo de combate más técnico. Esta modalidad se utiliza en la organización de torneos o eventos con carácter puramente competitivo.
Este reglamento fue creado por Joseba Iparraguirre y cedido a la Federación Española de Softcombat, quien promueve convertir esta vertiente en un deporte oficial. No está reconocido como deporte oficialmente en ningún país, pero existen varias iniciativas que trabajan en ello.

### Softcombat fullcontact
Esta modalidad es la más intensa de todas. En este caso los participantes no tienen la obligación de contener los golpes ni hay zonas de impacto no válidas. Se permite golpear con fuerza en cualquier lugar del cuerpo, e incluso se puede agarrar, cargar, empujar, golpear con el escudo... Es una modalidad muy cercana al bohurt (no se adscribe a esta modalidad marcial) y que requiere del uso de armadura como elemento de protección. Este combate se desarrolla sin pausas, contando los puntos al igual que en el rol en vivo (Larp), pero sin escenificación alguna.

### Softcombat Coliseo
Esta modalidad de Softcombat utiliza un reglamento similar al del Softcombat Deportivo, con la diferencia en que las zonas de puntuación se reducen a sólo el torso y espalda; permitiendo así un juego mucho más extenso y dinámico. Las piernas, muslos, brazos y antebrazos no cuentan como marcación al toque, por lo tanto el combate no debe detenerse al contactar con estas zonas. Los agarres de armas están permitidos, con tal que no se exceda más de un segundo, no se haga por el filo ni se fuercen las articulaciones. Se debe tener precaución con los excesos de fuerza y las zonas de falta. Las personas que lleven un arma de una sola mano, obligatoriamente deben llevar un guantelete en la mano opuesta para usar como "escudo" o blandir un arma reglamentaria en esa mano.
Esta modalidad fue creada por la Liga de Softcombat del Atlántico en la Región Caribe (Colombia) como una alternativa a combates más extensos y dinámicos donde no fuera tan fácil marcar al oponente. 

## Réplicas
La práctica del softcombat requiere réplicas de armas (o simuladores) adaptadas para ser inofensivas y permitir así su desarrollo como deporte. «Ningún arma será dañina en ninguna de sus partes, tanto las que entran en contacto directo con el adversario (filos, puntas, etc…) como las que podrían producir daños por accidente (pomos, astas, guardas, etc…).»
El método general de fabricación de dichas réplicas es envolver un alma resistente en un material espumoso que amortigüe el golpe. Dicha alma generalmente es de PVC rígido, fibra de vidrio o madera ligera (bambú); y el acolchado usa espumas industriales de diferentes características. Para evitar desgarros en el acolchado, suele recubrirse con látex líquido o cinta americana. Las réplicas de látex requieren mantenimiento a largo plazo para evitar su deterioro.
Las réplicas pueden ser casi de cualquier arma medieval o de fantasía, siempre y cuando cumpla con los reglamentos de seguridad y respetando siempre las reglas que permiten la simulación de combates medievales. Así, pueden encontrarse dagas, cuchillos, espadas, espadones, katanas, naginatas, cimitarras, lanzas, hachas, martillos, mazas, escudos y broqueles, por solo citar unos poquísimos ejemplos. El correcto uso de las réplicas dependerá del conocimiento del reglamento, del conocimiento técnico y del entrenamiento y práctica que tengan los combatientes.

### Tipos de réplicas
Se entiende que existen diferentes tipos de réplicas o simuladores. Estas se categorizan mediante la forma de la réplica y las medidas. Las más habituales y extendidas son las siguientes:
- Armas de mano: se refiere a todas aquellas que pueden manejarse con una sola mano. En general se trata de dagas, porras, martillos, hachas, espadas, manguales... A modo orientativo, estas armas no suelen medir más de 110 cm.
- Armas a dos manos: incluye distintas armas que requieren de las dos manos para poder utilizarlas de manera cómoda y segura. Podemos encontrarnos mandobles, hachas, grandes mazas... En general suelen superar los 120 cm y la mayoría de las veces rondan los 150 cm de longitud total. Se pueden encontrar armas a dos manos más largas, aunque no garantizan un uso seguro.
- Armas de asta: son armas cuya característica principal es que están formadas por un largo mástil con una punta o similar en uno de los extremos (lanza, naginata, pica...).Habitualmente miden 200 cm o más, aunque podemos encontrar picas de hasta 250 cm de longitud que requieren de ambas manos para un uso seguro.
- Armas exóticas: son todas aquellas que por su tamaño o diseño no puedan enmarcarse claramente en alguna de las anteriores categorías.
- Armas de proyectiles: comprenden arcos y ballestas, y por norma general no se permite una potencia efectiva de más de 25-30 libras. Este límite puede variar entre eventos, pero un límite superior a las 30 libras resulta peligrosa. En cuanto a los proyectiles existe debate sobre permitir el uso de flechas y virotes caseros o sólo de fabricación industrial, debido a criterios de seguridad y certificación frente a accidentes. En muchos eventos europeos no se permite el uso de flechas caseras, por razones de seguridad.
- Escudos: aunque no se pueden utilizar para atacar, si queremos hacer mención a ellos. Pueden tener cualquier forma y medida, incluso puede haber subcategorías en función de su tamaño.

Pueden existir otras categorías y subcategorías en función de los tipos de armas o de sus medidas, pero estos grupos pueden englobar la totalidad de las armas que pueden verse en eventos de softcombat.

## Normativa y seguridad
Dado el diferente desarrollo del softcombat en cada país, y la desigual comunicación entre grupos y comunidades, tanto internacionales como nacionales, no existe aún una normativa internacional que establezca un estándar general. Actualmente el reglamento más difundido es el que promueve la Federación Española de Softcombat, aunque con modificaciones acordes al desarrollo y circunstancias de cada país.
Cada normativa particular determina cuáles son las zonas de puntaje válidas, los puntos de vida que se restan en cada golpe o los golpes necesarios para ganar el combate. La modalidad de softcombat fullcontact es la que más difiere de las demás, incluso en estas directrices básicas. A pesar de todo, existen elementos comunes en las normativas de todas las comunidades de practicantes.

### Normas comunes
Estas son las normas que pueden observarse en la mayoría de reglamentos de softcombat (exceptuando el estilo fullcontact), a nivel mundial:
- Las armas deben pasar un test de seguridad y fiabilidad, con el fin de proteger la integridad física de los combatientes.
- La fuerza de los golpes debe ser moderada para evitar dañar al contrincante.
- Los golpes en cabeza y el cuello no suelen contar, e incluso podrían suponer una penalización.
- Cualquier tipo de agarre o presa del arma o escudo enemigo, su ropa o su propio cuerpo están prohibidos, así como el contacto físico directo. 

## Softcombat en el mundo
La modalidad más extendida en todo el mundo es la practicada en eventos de Larp (rol en vivo), como juego recreativo. No obstante, no se puede determinar lo mismo del softcombat deportivo ni del softcombat fullcontact.

## Chile
El softcombat comienza en la ciudad de Concepción en 2006, de la mano del grupo La Guardia, que comenzó como parte de Ohtarima (smial local de la Sociedad Tolkien Chile) y continuó por cuenta propia.
Inicialmente se toma Dagorhir como base, con reglas simplificadas y materiales adaptados a la realidad local. Los boffers se construían con tubo de pvc de 32 mm acolchados con espuma aislante térmica para cañerías y cubiertos con huincha selladucto (cinta americana) y cinta adhesiva, opcionalmente se usaban trozos de manguera para hacer las guardias de las espadas, y clavos de riel al final del tubo cubiertos con abundante espuma para hacer pomos contrapesados (esta práctica se eliminó por seguridad).
El sistema de combate era 3 puntos de vida por jugador, sin bonificación por armadura, luego del segundo golpe el jugador sigue combatiendo de rodillas para simbolizar que está herido y al tercer golpe pierde (si es batalla grupal se tiende en el suelo hasta que termine y otros jugadores pueden recoger y usar su boffer). Los golpes válidos excluyen de los codos hacia abajo, de las rodillas hacia abajo, estocadas a la cara, y cualquier golpe a la nuca o a los genitales.
En 2007, La Guardia hace una exhibición de softcombat en la Feria Medieval del Bio Bio. Hacia fin de año organiza un torneo de duelos en un pequeño evento de rol, y después un evento de batallas en el Cerro Caracol de Concepción, llamado Juegos de Batalla en la Frontera (haciendo referencia a la frontera que hubo hasta inicios del siglo XIX entre la colonia española y el pueblo mapuche en el río Bio Bio al sur de la ciudad). En este evento participan La Guardia, la Orden de la Talamasca, el grupo de recración feudal europea y oriental AsgardVanir y el smial Ohtarima de la Sociedad Tolkien Chile.
Tras este evento, La Guardia, Orden de la Talamasca y AsgardVanir se agrupan en ARES (Asociación de Recreación Epica del Sur) y organizan varios eventos de batalla tanto independientes como en el marco de la Feria Medieval del Bio Bio. Desde 2011, La Guardia y AsgardVanir comienzan a moverse hacia la recreación histórica, y aparecen nuevos grupos de softcombat como Orden de Gil Galad, Ravengard, Ghaeil Na (posteriormente South Draken) y Mercenarios Sombraluna.
En 2012 en Santiago, el grupo Guardia Cruzada del Halcón hace boffers envueltos en cuerina y logran una hoja más plana. En 2014 Huestes del Norte inicia su andadura en Iquique de forma similar a los grupos de Concepción.
El punto de mayor producción fue en 2013 cuando, en colaboración con los veteranos roleros Sociedad Arcana, se ambienta en la Feria Medieval una arena con graderías y decoraciones y se realiza un torneo de duelos con elementos de rol donde cada participante debía darle un trasfondo a su personaje, y al finalizar este, todos los participantes rendían honores a los reyes del año anterior, enlazando con la siguiente actividad que era el concurso de reyes. Al día siguiente se hacían batallas grupales entre veteranos y grupos nuevos también incorporando elementos de rol en el trasfondo.
En los años posteriores, frente al auge de la recreación histórica, el softcombat ha tenido menos participación y actualmente en la zona sigue activo solamente Orden de la Talamasca.

## Colombia
Según el estudio realizado por Pablo Ortiz Morales (Mil Espadas, Medellín) en 2010, el softcombat llegó a Colombia de la mano de Esteban González con el evento Medieval Paint War (2003). En este evento se utilizaban armas elaboradas con palos de madera forrados de espuma y bañadas en pintura para marcar los golpes.
Posteriormente, Lucas Gómez, introdujo los boffers de PVC forrado de Foam, lo que llevó al cambio de nombre del evento a Medieval Wars. Esta innovación mejoró el aspecto y la seguridad de los simuladores. También se introdujo un reglamento formal más flexible: eliminación a un toque, extremidades válidas, juego más seguro. Los nuevos boffers y una mejora de las caracterizaciones permitieron que los eventos se acercaran más al softcombat Larp de temáticas históricas y fantásticas.
En 2006 se comenzó a utilizar cuerina cromada para mejorar el aspecto de los boffers y que permitió mejorar aún más el aspecto de las réplicas.
Desde 2008, la asociación Mil Espadas se convirtió en un referente de la fabricación de réplicas en Colombia. Cabe destacar la participación en la recreación de la batalla del puente de Boyacá en 2010, con motivo del bicentenario de la independencia del país.
En la actualidad, el Consejo Colombiano del Softcombat está formado por las siguientes asociaciones y grupos: Mil Espadas, Swords and Shields, Spéculum, GladiadoresUN, La Hermandad, Liga de Softcombat del Atlántico, Pandemonium, Arena Softcombat y Corona de Sombras. Se organizan numerosos eventos de batallas de softcombat, cercano a la modalidad de Larp, competiciones de softcombat deportivo, talleres, tutoriales, representaciones y otras actividades relacionadas.

## España
En España el Larp comienza a mediados finales de los 80, pero el uso de armas acolchadas comienza a utilizarse a principios de los 90 en eventos de la Sociedad Tolkien Española. Durante esta década se extiende a los primeros eventos de rol en vivo que comienzan a organizarse en la península. Es a comienzos de 2000 cuando el softcombat se afianza como forma de resolver los combates en el rol en vivo. El desarrollo del softcombat en el rol en vivo español ha seguido diferentes corrientes, yendo desde reglamento muy amplios y detallados hasta otros sin reglas en los que los contendientes deciden el vencedor y el vencido de mutuo acuerdo.
En 2006 la Asociación Cultural Forjadores (Vizcaya) organiza el primer torneo de softcombat puramente deportivo. En este torneo se disputaron 3 categorías: Arma a una mano, Arma a una mano y escudo, Dos armas a una mano. Siendo los vencedores Iñigo Rekalde en la primera, e Iker Alejo en las otras dos categorías. 
Al año siguiente se publica el primer reglamento deportivo, de la mano de Joseba Iparraguirre.
Este encuentro se convierte en anual y se disputa hasta 2017, con carácter nacional. La creación de Filo de Jade pone en contacto a aficionados de distintas provincias. En 2009 en el evento Hijos de Rothgar (Teruel) se realiza la primera reunión dedicada a establecer unos estándares de seguridad, fabricación de armas y reglas de combate, pensando en la organización de combates deportivos en otras provincias. Como resultado, se funda el Concilio de Herreros como foro entre asociaciones para promover el softcombat como deporte, surge el primer reglamento unificado suscrito por varias asociaciones, y se establecen los distintos formatos de competición deportiva y los criterios para realizar un ranking nacional de competidores (actualizado tras cada torneo).
A partir de esta reunión comienzan a organizarse torneos de forma regular y coordinada en distintas provincias españolas, organizados por las asociaciones participantes: Barcelona, Vizcaya, Cádiz, Lérida, Madrid, Málaga, Salamanca, Vigo, Zaragoza... Y el primer reglamento añade estándares de seguridad para fabricación de réplicas y metodología para hacer las comprobaciones de seguridad de las mismas. También se elabora un protocolo, y pruebas prácticas y teóricas, para formar y cualificar a árbitros.
En 2012 se disputa el primer Campeonato de España de Softcombat en Vizcaya (realizado en lugar del torneo Filo de Jade de ese año). Se disputan 3 categorías: Arma a una mano, Arma a una mano y escudo, Dos armas a una mano; siendo los ganadores Cristian Otayza en la primera, y Arnau Tena en las otras dos categorías. Como curiosidad, se disputan más de 210 combates entre todas las categorías y participantes.
Esta iniciativa continúa en el tiempo hasta cristalizar en la creación de una federación de asociaciones dedicadas al softcombat deportivo, la Federación Española de Softcombat - Concilio de Herreros, dedicada a promover y difundir el softcombat deportivo, de cara a su reconocimiento como deporte oficial. Recibe este nombre en honor de la primera reunión realizada en Teruel para tratar temas de seguridad y normativa de combate.
El territorio español cuenta con gran cantidad de asociaciones y grupos independientes que practican el softcombat en cualquiera de sus vertientes, ya sea utilizando el reglamento de la Federación Española de Softcombat, como otros propios. La FES sigue registrando estos núcleos en un mapa para colaborar a la expansión del softcombat.

## Ecuador

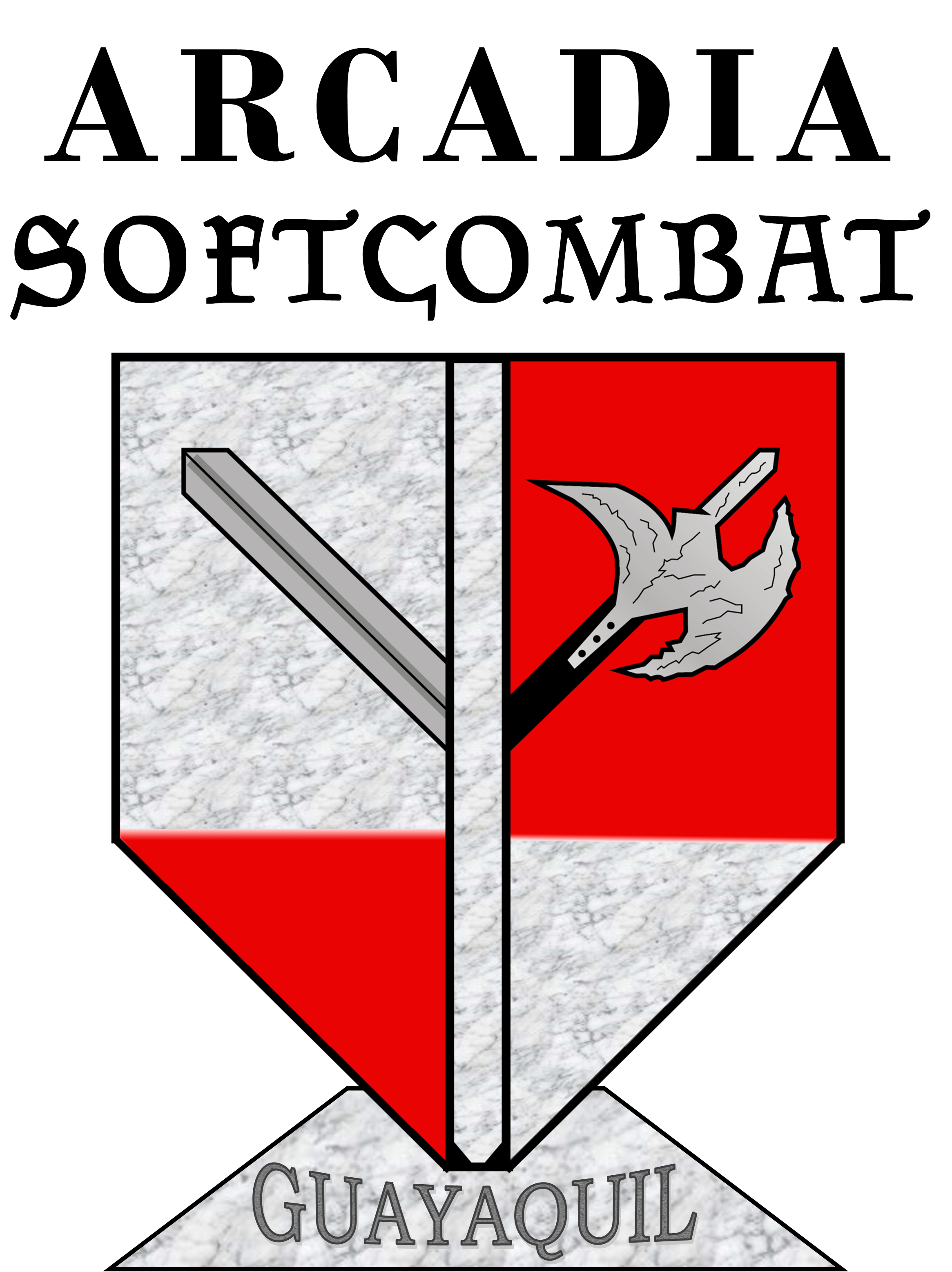
Arcadia Softcombat final usado desde 2020

En 2005 en Ecuador, con Arcadia Softcombat comenzó como una pequeña comunidad que se reunían en parques locales para practicar técnicas de combate con espadas de espuma. El nombre "Arcadia", sugerido por uno de los primeros miembros, Ruben Giancarlos Toledo Barberán, evoca una tierra utópica de paz y armonía, donde el honor y la camaradería en el combate son valores fundamentales. Con el tiempo, la agrupación creció significativamente, atrayendo a miembros de diversas edades y niveles de habilidad, desde principiantes hasta expertos en técnicas de combate. Arcadia Softcombat no se limitó a entrenamientos semanales, sino que también participó activamente en eventos locales y nacionales, incluyendo ferias medievales, convenciones de anime y festivales culturales, consolidando su presencia y contribución a la comunidad. Arcadia Softcombat no se limitó a los entrenamientos semanales. La agrupación se ha involucrado activamente en eventos locales y nacionales, participando en ferias medievales, convenciones de anime y festivales culturales.

#### Logros Destacados
A lo largo de los años, Arcadia Softcombat ha logrado varios hitos importantes, incluyendo:
- La organización de torneos regionales y nacionales.
- La colaboración con otras agrupaciones y clubes de Softcombat.
- Adactacion de reglamentos de varios países para uso local desde el de albitraje, competitivo y fabricación de replicas

#### Eventos
La participación en importantes festivales y convenciones, como:
- Garage Fest 2021 en Romería Plaza. · Guayaquil
- Kanimex  Fest 2021 en Romería Plaza. · Guayaquil
- Atsui Asian Fest 2021-2023-2024 en la Plaza Vernaza (marca en particular siempre participamos). · Guayaquil
- Kanimex  Fest que fue en Milagro en el estadio de los Chirijos
- Kawai fest2022 (Doragon Ecuador) en Plaza Rodolfo Baquerizo Moreno. · Guayaquil
- PACK ART HALLOWEEN 2022 en Guayarte . · Guayaquil
- Animec Back To School GYE (Fanatic World) en Plaza Rodolfo Baquerizo Moreno. · Guayaquil
- Budokan 2022[21] en el Palacio de Cristal. · Guayaquil
- Saiko 2023 -2024 en el City Mall
- Evento privado en ciudadela Portal al Sol
- Eventos de Plaza Guayarte varios 2023 - 2024
- Jardin Medieval 2024 en el Jardín Botánico[22]
- Garage Fest 2024[23] en Parque Clemente Yerovi también conocido parque de la kennedy
- Umai 2024[24] en Santana Garden

## México
Muchos grupos se atribuyen su introducción en el país sin aportar pruebas fidedignas hasta el momento, pero para 2015 ya había grupos formales en la Ciudad de México, Puebla, Cancún, Cozumel, Guadalajara, Nayarit, Monterrey, Querétaro, Guanajuato, Saltillo, Reynosa, Tijuana, Veracruz, Tampico, Matamoros, Xalapa y Ensenada. El 19 de noviembre de 2016 en la Ciudad de México delegados que representaban a estas ciudades se presentaron a la primera junta de grupos donde se dio inicio al primer concilio mexicano de Softcombat.
México tuvo un crecimiento exponencial gracias a la difusión del Softcombat en eventos y convenciones Otakus, de Anime, cultura japonesa y de cómics, como el Japonawa y Sakura Fest en Tijuana B.C. Para el 2015 tuvo lugar en México Distrito Federal, hoy CDMX, el primer torneo nacional con la asistencia de más de 60 participantes de 6 estados diferentes. El segundo nacional en 2016 tuvo 160 participantes y 8 estados. Para este torneo se usaba un reglamento simplificado basado en el publicado por el Concilio de los herreros de España. hubo más torneos como el de Reynosa en 2017, Mérida en 2018 y Guadalajara en 2019. Debido a la pandemia no fue posible tener un torneo nacional en 2020.

## Softcombat y jugger
Si bien el softcombat y el jugger comparten ciertas similitudes, son deportes muy diferentes entre sí, tanto en su origen como en normativa. Algunos de los elementos comunes son el uso de armas acolchadas (en el caso del jugger suelen utilizarse boffers, llamadas pompfs en jugger) y las directrices básicas del sistema de combate.